# Hessea stenosiphon
Hessea stenosiphon là một loài thực vật có hoa trong họ Măng tây. Loài này được (Snijman) D.Müll.-Doblies & U.Müll.-Doblies mô tả khoa học đầu tiên năm 1992.